# Al Mishkhāb
Al Mishkhāb (arabiska: المشخاب) är en ort i Irak.   Den ligger i distriktet Al-Manathera District och provinsen Najaf, i den centrala delen av landet, 170 km söder om huvudstaden Bagdad. Al Mishkhāb ligger 24 meter över havet och antalet invånare är 23 189.
Terrängen runt Al Mishkhāb är mycket platt. Runt Al Mishkhāb är det ganska tätbefolkat, med 96 invånare per kvadratkilometer. Närmaste större samhälle är Nahiyat Ghammas, 14,0 km sydost om Al Mishkhāb. Trakten runt Al Mishkhāb består till största delen av jordbruksmark.